# Anastassija Hrintschenko

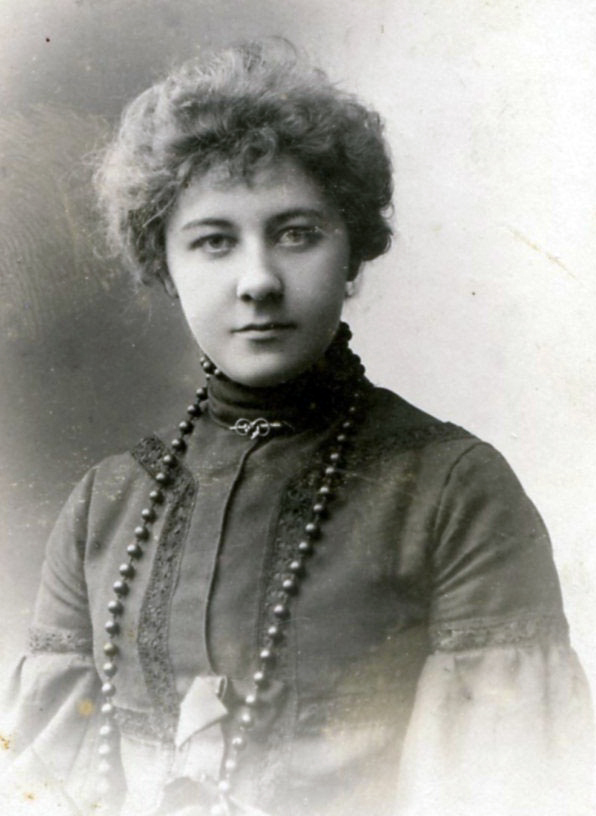
Anastassija Hrintschenko

Anastassija Boryssiwna Hrintschenko (ukrainisch Анастасія Борисівна Грінченко, * 25. Dezember 1884 in Nyschnja Syrowatka, Gouvernement Charkow, Russisches Kaiserreich; † 14. Oktober 1908 in Kiew) war eine ukrainische Revolutionärin, Schriftstellerin und Übersetzerin.

## Biografie
Sie besuchte ab 1895 die Oberschule in Tschernihiw und schloss 1902 die Schule in Kiew ab. Dort war sie 1903 aktiv an der Untergrundgemeinschaft von Schülerinnen und Schülern beteiligt, die von der Revolutionären Ukrainischen Partei (RUP) verwaltet wurde. Von 1903 bis 1904 studierte sie an der philosophischen Abteilung der Universität Lemberg. Sie unterhielt enge Beziehungen zu den Mitgliedern des Auslandskomitees der RUP, wurde zur Propagandistin der Ideen der Partei und trug zur Gründung eines Vereins bei, indem politische Diskussionen zu Themen wie der Situation der Frauen in der Ukraine gehalten wurden.
1904 arbeitete sie aktiv im Zentralkomitee der RUP. Sie beschäftigte sich mit der Herausgabe von RUP-Publikationen, der Vorbereitung ihres Transports in die Region um den Dnepr und der Fälschung von Pässen für die illegale Überfahrt über die russische Grenze. 1905 kehrte sie nach Kiew zurück und führte Propagandaarbeit unter den Kiewer Einwohnern durch. Sie beteiligte sich aktiv an der sozialdemokratischen Bewegung in den Jahren der Russischen Revolution von 1905 bis 1907. Im Herbst 1905 zog sie nach Poltawa, wo sie eine Untergrunddruckerei leitete. Später zog sie nach Lubny, wo sie sich an der Organisation einer dortigen bewaffneten Bürgerwehr beteiligte, die Arbeiterdemonstrationen durchführte und gegen die Schwarze Hundert kämpfte. Sie war eine der Organisatorinnen der Vorbereitung des 2. Kongresses der RUP, wurde am 28. Dezember 1905 verhaftet und verbrachte mehrere Monate im Lukjaniwska-Gefängnis. Die Inhaftierung führte zu einer schweren Krankheit.
1906 richtete sie zusammen mit fünf Mithäftlingen einen Appell an das Zentralkomitee der Ukrainischen Sozialdemokratischen Arbeiterpartei, in dem sie auf die Schwäche der Position und Autorität der Partei unter dem ukrainischen Volk hinwies und ihren Zusammenschluss mit der Sozialdemokratischen Arbeiterpartei Russlands (SDAPR) im Rahmen der Beibehaltung der Rechte einer Regionalorganisation forderte. Nachdem sie das Gefängnis mit beeinträchtigter Gesundheit verlassen hatte, trat sie der SDAPR bei, arbeitete als Propagandistin in Hadjatsch, Konotop und Kiew und beschäftigte sich mit Korrekturlesen und Übersetzungen. Sie stand die ganze Zeit unter der Aufsicht der Polizei, die ständig ihre Wohnungen durchsuchte.
1903 und 1904 stellte Hrintschenko Sammlungen von Übersetzungen russischer Literatur für Kinder zusammen. Sie verfasste lyrische Gedichte, Fabeln, Kurzgeschichten, Rezensionen und journalistische und wissenschaftliche Artikel, wie „Die Idee des Föderalismus unter den Dekabristen“ im Jahr 1907. Zudem übersetzte sie u. a. Werke von Mark Twain, Henrik Ibsen, Anatole France, Georg Brandes, Edmondo De Amicis und Olive Schreiner ins Ukrainische. Sie starb an einer Herzerkrankung. Ihre Werke wurden von 1911 bis 1913 in der Reihe „Erinnerungsbücher von Nastja Hrintschenko“ veröffentlicht.

## Privates
Borys und Marija Hrintschenko waren ihre Eltern.